# 사루타 하루키
사루타 하루키(일본어: 猿田 遥己, 1999년 4월 23일~)는 일본의 축구 선수이다.

## 구단 경력
그는 2018년 J1리그의 가시와 레이솔에 입단했다. 2019년 8월부터 2021년까지 가고시마 유나이티드 FC, 감바 오사카, 요코하마 FC에서 뛰었다. 2022년 가시와 레이솔로 복귀했다.